# Bienes mostrencos
En derecho, los bienes mostrencos son todos aquellos bienes, ya sean muebles o semovientes, que se encuentran perdidos, abandonados o deshabitados y sin saberse su dueño. Los bienes mostrencos al estar vacantes y carentes de dueño son susceptibles de adquisición por ocupación. No obstante, esta regla general que resulta de fácil aplicación tratándose de bienes muebles o semovientes, requiere ciertas matizaciones cuando se trata de inmuebles, pues en estos casos, los inmuebles deshabitados, abandonados o sin dueño conocido se adjudicarán al Estado.
En principio estos bienes podían ser adquiridos por cualquiera mediante su ocupación. No obstante, en el Derecho moderno y a partir del Código napoleónico se formula el principio de que «los bienes que no tienen dueño pertenecen al Estado». 
La legislación española, por ejemplo, recogió esta orientación en la «Ley de Mostrencos» del 16 de mayo de 1835. Esta ley atribuía al Estado español, además de otros bienes, «los que estuvieran vacantes y sin dueño conocido por no poseerlos individuos o corporación alguna». Con la promulgación del Código Civil, en España, en 1889, que admite el principio de la ocupación como modo de adquisición del dominio,  se planteó una controversia doctrinal en torno a si pueden adquirirse por ocupación toda clase de bienes vacantes -incluidos los inmuebles- o, por el contrario, sólo los bienes muebles y semovientes, y, asimismo, si el Código Civil había derogado o no la Ley de Mostrencos. 
La Ley del Patrimonio del Estado del 15 de diciembre de 1964, de este mismo país, zanjó esta cuestión. En relación con los bienes inmuebles señala que «pertenecen al Estado, como bienes patrimoniales, los bienes inmuebles que estuvieren vacantes y sin dueño conocido». Tales bienes «se entenderán adquiridos desde luego por el Estado y tomará posesión de ellos en vía administrativa, salvo que se oponga un tercero con posesión superior a un año, pues en tal caso el Estado tendrá que entablar la acción que corresponda ante la jurisdicción ordinaria».
Los bienes muebles o semovientes, en cambio, pueden ser adquiridos por ocupación. El artículo 26 de la Ley de Patrimonio del Estado establece que la ocupación de bienes muebles por el Estado se regulará por lo establecido en el Código Civil y en las leyes especiales.